# Association Sportive de Monaco Football Club
A Association Sportive de Monaco Football Club, conhecida em português como Mónaco (português europeu) ou Mônaco (português brasileiro), é um clube de futebol do principado de Mônaco registrado pela Federação Francesa de Futebol. Foi fundado em 23 de agosto de 1924, em decorrência da fusão de diversos clubes locais. Seu estádio é o Estádio Luís II, que tem capacidade para 18 523 espectadores.
Após sua compra pelo bilionário Dmitry Rybolovlev, o clube tornou-se muito rico. Com oito títulos da Ligue 1 e cinco da Copa da França, além de uma Copa da Liga Francesa e quatro Supercopas da França, é um dos clubes mais bem sucedidos do futebol francês. Destacam-se também as campanhas da Liga dos Campeões da UEFA de 2003–04 e da Taça dos Clubes Vencedores de Taças de 1991–92, onde a equipa foi finalista nas duas.

## História
A Association Sportive de Monaco Football Club foi fundada em 23 de agosto de 1924. Este clube desportivo é o resultado de uma fusão de várias sociedades desportivas no Principado: o Clube de Natação, Monaco Sport (ex-Herculis clube de futebol emblema do Principado fundada em 1903, rebatizado em 1923 Monaco Sport), AS Beausoleil, Estrela de Mônaco e AC Riviera. A secção de futebol do clube AS Monaco possui a data de fundação de 1 de agosto de 1919 que não é confirmado pela referência do clube.
Após a unificação, o AS Monaco fez sua estreia durante a promoção em 1924–25. Robin Martin é eleito presidente do clube em 1925, e ficara no clube por cinco anos. Arthur Linetti que na época ainda jogava foi eleito jogador-treinador do clube. Os primeiros uniformes eram preto e branco. A associação então muda no campo de Fontvieille, antes de ser removido para a construção de uma nova terra no distrito Moneghetti. Depois de bons resultados na promoção, o clube alcançou o grupo B da Divisão de Honra Sudeste e quando ela está sozinha no topo do ranking, ele é relegado ao último lugar após um protesto. Implacável, o clube voltou ao trabalho e ganhou o campeonato da Est Sul.
Campeão da Liga Sudeste em 1933, AS Monaco se tornou um clube profissional. Pierre Cazal e húngaros Szanilo Szentimiklosy são então recrutados. No final da sua primeira temporada, AS Monaco teve velocidade no acesso a Division 1, mas o mais importante, Mônaco deve renunciar a este estatuto profissional, devido ao não cumprimentar o Stadium Moneghetti e um déficit está condenado a se juntar ao Campeonato Amador. Com padrões palco desde 1939 (Estádio Louis II, inaugurado en 23 abril de 1939) e um time competitivo que leva o título de campeão da Liga Sul Leste em 1948, depois de muitos anos de fome (o campeonato foi momentaneamente interrompida pela Segunda Guerra Mundial. AS Monaco torna-se um estatuto profissional do clube durante o mesmo ano.
De volta a Divisão 2, o Mônaco termina em oitavo lugar honroso. Quando o príncipe Rainier III sucedeu ao seu avô Louis II, no final da temporada, o clube vai beneficiar de um apoio leal família princière. Na temporada seguinte viu a chegada da equipe em 16.º lugar sem brilho. Depois de duas temporadas no final asémistes bonito, mas inútil quinto lugar, a equipe vai realizar a façanha para pendurar um segundo lugar na temporada 1952–53, a adesão sinônimo na Ligue 1. Esta é a primeira vez que um clube do principado alcança o mais alto nível da hierarquia do futebol francês.

### Primeiros títulos (1960 e 1970)

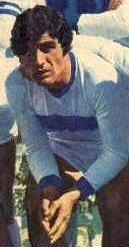
Delio Onnis, maior artilheiro da historia do Monaco com 223 gols.

AS Monaco fez sua primeira estreia na Ligue 1 na temporada 1953–54. Durante seus primeiros anos na primeira divisão, o clube não está realmente preocupado com o rebaixamento e vai decolar em 1958 com a chegada do treinador Lucien Leduc. Em 1960, o AS Monaco ganhou seu primeiro título, a Copa da França, derrotando o AS Saint-Étienne. No ano seguinte, o Mônaco tem uma nova camisa que logo se tornou icônica. A equipe deixa a camisa branca com listras vermelhas para o famoso camisa diagonal usado ainda hoje. Esta camisa, projetado pela princesa Grace Kelly e deu sorte para o clube, que no mesmo ano ganhou a Ligue 1. Em 1961, o Monaco deu seus primeiros passos na Taça dos Campeões Europeus, mas não conseguiu passar da primeira rodada, eliminado pelo The Rangers Football Club. A temporada 1961–62 é um pouco mais difícil, mas o seguinte será ainda mais bonita. Henri Biancheri e seus parceiros conquistaram a primeira dobradinha da história do clube: Monaco bateu o Olympique Lyon por dois gols a zero, na final da Copa da França.
Os anos seguintes não são tão brilhantes. Mesmo com o clube passando apenas da segunda rodada da Liga dos Campeões em 1964, a equipe voltou para as fileiras gradualmente no cenário nacional. Em 1969, a ASM é rebaixado para a Ligue 2. Após o sucesso de volta na Ligue 1 em 1970, Monaco oscila entre Divisão 1 e Divisão 2. Esse período, no entanto, é marcado pela chegada de um dos maiores jogadores da história do clube de Mônaco, Delio Onnis: atacante argentino, um jogador habilidoso e de superfície contatado em 1973, é o artilheiro da Ligue 1 em 1975. Nos bastidores, o clube vê a chegada do presidente Jean-Louis Campora deste ano, o que irá contribuir rapidamente para a estruturação do clube. Gerard Banide é contratado para ser responsável pelo centro de treinamento do clube, e Lucien Leduc está de volta no clube após o rebaixamento do clube em 1976.
Com Onnis, que concordou em ficar no clube mesmo na Ligue 2, AS Monaco conseguiu a proeza de vencer o campeonato a Ligue 2 na mesma temporada e ser coroado campeão da França em 1978, com seus principais jogadores Dalger Christian Rolland Courbis, Jean-Luc Ettori e Jean Petit. Este título marca o início dos anos de boom de regularmente qualificado para o clube Taça dos Campeões Europeus. Mónaco venceu a Copa da França, em 1980, sob a direção de Gerard Banide.

### O intransponível europeu (1980–87)
No início de 1980, o clube montou uma equipe de grande nível nacional 12, proporcionando e atraindo muitos jogadores no Equipe de France (Manuel Amoros e Daniel, entre outros), mas que está ausente no cenário europeu.
A temporada 1983–84 viu a chegada de Lucien Muller no comando da primeira equipe, a temporada terá uma sensação de trabalho inacabado. Na verdade, o Monaco não disputou a Taça dos Campeões Europeus por conta da diferença de gols contra o Bordeaux na Ligue 1. Já pela Copa da França, a equipe chegou na final mas perdeu para o Metz, após empate por 0–0 no tempo normal e 2– 0 na prorrogação.
Apesar deste sucesso, o difícil início de temporada (10 a metade do campeonato). Monaco ainda não existe no cenário continental, devido a uma derrota contra o CSKA Sofia. Com o retorno de lesão de Jean-Luc Ettori, o Monaco fez uma notável segunda metade da temporada, não admitindo uma única derrota para terminar o campeonato em terceiro lugar e ganhar a Copa da França contra o Paris Saint-Germain por 1–0. Mais uma vez, esta segunda metade da temporada não vai resultar em uma temporada pobre: nono lugar no campeonato com uma primeira rodada de eliminação das Taça das Taças contra o Universidade de Craiova e outra eliminação nos 32-avos da Copa da França contra o Le Havre por 2–1. Lucien Muller, em seguida, renunciou ao cargo de treinador. O romeno Ștefan Kovács, em seguida, caiu sobre a rocha com a ideia de reviver a equipe para a nova temporada sem a Taça dos Campeões Europeus. A temporada continuou com uma média de 5º lugar não se qualificar para a Copa da UEFA. Aconteceu um ano antes, Stefan Kovacs, em seguida, dá lugar a Arsène Wenger.

### Era Wenger (1987–95)
Em 1987, Arsène Wenger chegou à cabeça do Príncipe depois de deixar o clube, o Nancy. Em seu primeiro ano, ele ganhou o título de campeão da França com a sua equipa. Glenn Hoddle, Luc Sonor, Patrick Battiston, Manuel Amoros e Marcel Dib entre a outra equipe. A única revés foi a eliminação na 16ª rodada da Copa da França contra o vizinho, Nice. Naquele ano, o Mónaco não jogou jogar a Liga dos Campeões. Durante a temporada 1988–89, a equipe é dizimada por lesões e suspensões, mas acessa o terceiro lugar na classificação e na final da Copa da França, onde ela se inclina contra o Olympique de Marseille. Nessa temporada surgiu jogadores como Emmanuel Petit e George Weah. Além do resultado em si, Mônaco rompeu com seus hábitos europeus ruins e passou das duas primeiras rodadas da Liga dos Campeões, graças a uma goleada convincente por 6–1 contra o Brugge, no jogo de volta das oitavas de final. O Monaco, assim, escreveu o início da sua história europeia e, em seguida, assumiu uma dimensão internacional. Contudo, perdeu um jogo no Stade Louis II e foi eliminado nas quartas de final pelo Galatasaray.

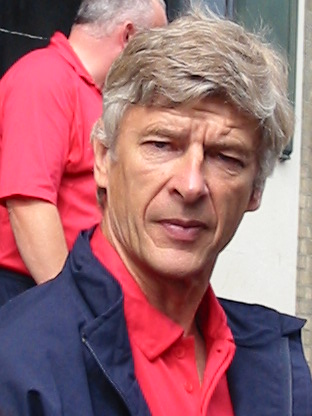
Arsène Wenger foi técnico do clube

As temporadas seguintes foram uma continuação dos dois primeiros com um terceiro lugar e um segundo lugar de qualificação para a Copa da UEFA e uma vitória da Copa da França em 1991. Mas é, acima de tudo no cenário europeu como o Monaco destaca Cup chegando as semifinais em 1990, após um curso apertado (seis empates em oito jogos) para ser mostrado, no entanto, a força desta equipe. Este experimento não permite atravessar o próximo obstáculo, Torpedo Moscou nas oitavas de final da Copa da UEFA no ano seguinte.
A temporada 1991–92 foi uma das mais difíceis para o Monaco. Na verdade, o clube francês estava focado e lutando por todas as competições, até receber a ducha de água fria em maio. Primeiro a derrota no Stade Louis II para o Marselha por 3–0, atrás dos vencedores da noite, e, em seguida, o colapso de uma plataforma contra o Bastia na semifinal da Copa da França, terminou a final para o qual o Monaco foi qualificado pênaltis contra o Cannes, oito dias antes. E, finalmente, uma derrota por 2– 0 contra o Werder Bremen no Estádio da Luz, em Lisboa, na final da Recopa Europeia fechou a temporada com o vice-campeonato.
Depois do atacante George Weah deixar o clube e ser contratado pelo Paris Saint-Germain, o Monaco acertou a contratação do alemão Jurgen Klinsmann, então campeão do mundo. A temporada 1992–93 marca o início do fim do ciclo, apesar de um terço de um campeonato distorcida por desvio de Marselha. Quanto à desclassificação do Olympique de Marseille e Paris Saint-Germain se recusou, ASM é classificado para a Liga dos Campeões da UEFA.
A temporada 1993–1994 será um contraste entre o Mónaco, que terminou em nono lugar no campeonato e segundo lugar, que qualifica de forma brilhante para as meias-finais da Liga dos Campeões, caindo por 0–3 contra o Milan no San Siro depois de derrotar o AEK Athens, Steaua Bucareste, Spartak Moscou e Galatasaray e apesar de duas derrotas contra o FC Barcelona. Jean-Luc Ettori resolveu pôr fim à sua carreira, depois de bater o recorde de jogos disputados na 1ª. Divisão nesta temporada.

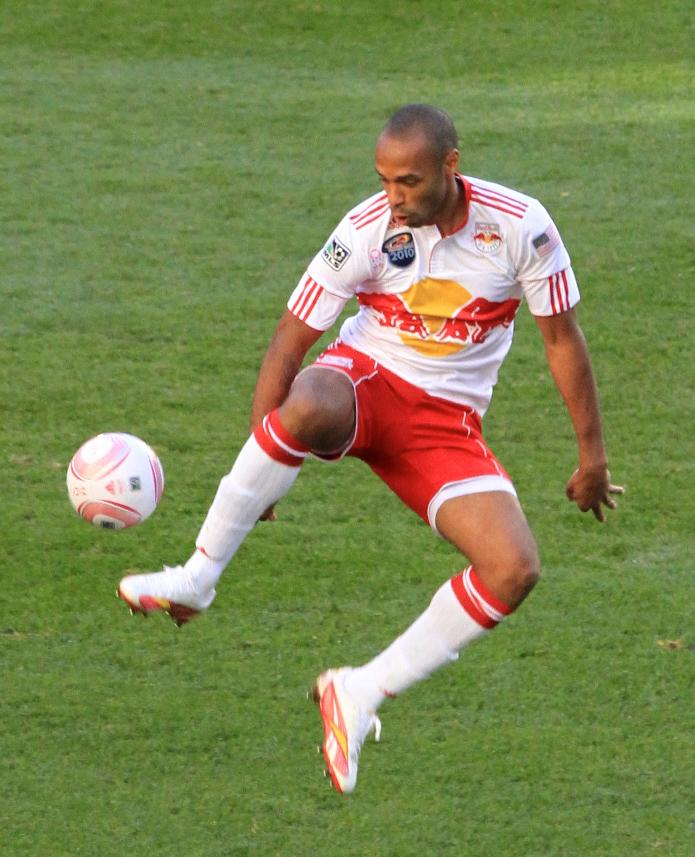
Thierry Henry uma das maiores revelações da história do clube

Fabien Piveteau veio do Le Havre tem lugar no Mónaco objectivos e Sonny Anderson na parte da frente do ataque. Após um início ruim na temporada 1994–1995 e uma derrota por 2–0 contra o Nice, no Stade Louis II (primeiro jogo de Thierry Henry na Ligue 1), Arsene Wenger agradeceu. Ele vai dirigir um clube japonês, o Nagoya Grampus. Wenger é, então, substituído pelo duo Jean-Luc Ettori — Jean Petit. O Monaco, em seguida, mal se qualificar para a Copa da UEFA, em favor da dupla vitória do PSG nas copas domésticas.
Este ano de transição para a menos decepcionante (especialmente eliminado pelo Thouars (Nacional) na rodada 16 da Coupe de France) marca o fim de uma era Wenger cuja regularidade notamos ao mais alto nível nacional e acesso à alta nível europeu, mesmo que, em última análise, apenas um campeão e uma Copa da França foram ganhos.

### Uma potência europeia (1995–2005)

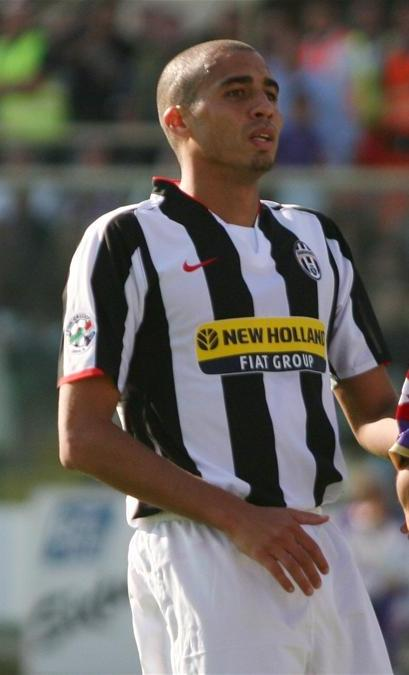
David Trezeguet atuou pelo Monaco entre 1995 e 2000

Durante a pré-temporada de 1995, Jean Tigana, depois de um segundo lugar com o Lyon assumiu o controle do clube de Mônaco. Após um início lento na primeira mão e eliminação prematura da Taça UEFA contra o Leeds, vermelho e branco, quase invencível no jogo de volta, terminando em 3º lugar no ranking 1995–96. Sonny Anderson foi o artilheiro da Ligue 1. Durante seu segundo ano (1996–97), Jean Tigana conquistou o título com sua equipe, com jogadores como Franck Dumas, Sylvain Legwinski, Fabien Barthez, Thierry Henry, Victor Ikpeba, Emmanuel Petit, Vincenzo Scifo e David Trezeguet assume a ASM semifinais da derrota na Copa da UEFA pela Internazionale e na Copa da Liga Francesa contra o Strasbourg.
Em 1998, o Monaco chegou às semifinais da Liga dos Campeões (vencida pela Juventus de Zinédine Zidane) depois de terminar o primeiro em seu grupo e eliminou o clube Inglês Manchester United e termina novamente no pódio Championship depois de terminar no topo da metade do campeonato. O Monaco teve muitos jogadores jovens talentosos neste ano, como Willy Sagnol ou a dupla de ataque Thierry Henry e David Trezeguet.
A primeira metade da próxima temporada ainda é decepcionante, com a eliminação da Copa da UEFA contra o Marselha. Thierry Henry, então, deixou o clube e foi contratado pela Juventus. Lutando com o grupo, Jean Tigana foi demitido no início de 1999 e acabou sendo substituído por Claude Puel. Ele permite sua formação amarrar bons resultados durante a segunda metade da temporada e acesso a um quarto lugar para se qualificar para a Copa da UEFA, falhando por pouco Lyon na corrida para o Liga dos Campeões da UEFA. Fabien Barthez, Willy Sagnol, David Trezeguet, Dado Prso, Rafael Márquez, John Arne Riise, Pablo Contreras, Marco Simone, Philippe Christanval, Marcelo Gallardo, Sabri Lamouchi e Ludovic Giuly são, então, deixou o grupo Mônaco. O clube da Rocha ganhou seu sétimo título de campeão da França em 2000, tendo voado no campeonato. Na Copa da França, o Monaco é eliminado nas semifinais em casa contra o FC Nantes, só falta a final contra a Calais para outra dupla que estendeu os braços. O único ponto negativo desta temporada foi a final 1/8th eliminação da Copa da UEFA contra o Mallorca. Após a saída de muitos jogadores-chave e decepção causada por alguns dos jogadores veio para substituí-los, a próxima temporada será um desastre com um pobre 11.º lugar (primeiro tempo termina ASM na segunda parte da tabela desde a sua origem em Divisão 1 em 1977) e para o clube é eliminado na primeira rodada da Liga dos Campeões em um grupo ainda menor de seu porte.

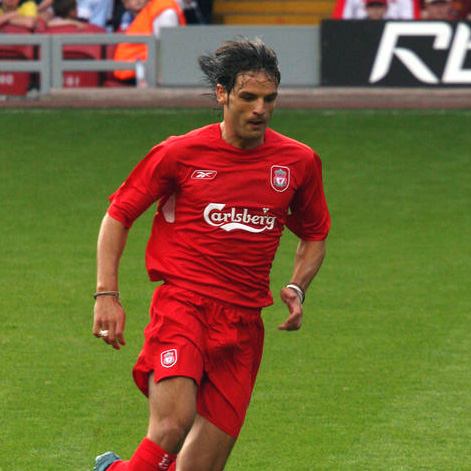
Fernando Morientes foi vice-campeão europeu pelo Monaco em 2004

Em 2001, Claude Puel, que teve tempo para uma temporada e meia para convencer, mesmo ASM em uma final perdida da Taça da Liga, frente ao Olympique Lyonnais. Didier Deschamps substituído desde então. O recrutamento de verão foi desastrosa, apesar do advento de jogadores de classe mundial, como Oliver Bierhoff, Florin Răducioiu ou Vladimir Jugovic. O Monaco vai torto de rebaixamento com um 15.º lugar desastroso no campeonato a 18 equipes. As estrelas deixam o clube e são substituídos por jovens talentos que vai ter um segundo lugar depois de uma batalha feroz com o Lyon e uma vitória na Taça da Liga em 2003. ASM gleans passando o título honorário de melhor ataque.

Equipe que foi vice-campeã da Liga dos Campeões da UEFA de 2003–04

A temporada de 2003–04 foi inesquecível para o clube, com este sendo o ano do Périplo vermelho e branco. Qualificou-se para a Liga dos Campeões, o Monaco é ilustrada na primeira rodada ao derrotar o Deportivo La Coruña, goleando por 8–3 e estabelecendo um novo recorde de gols em uma partida. Conta Monaco, enquanto jogadores como o goleiro Flavio Roma e Jérôme Rothen, Patrice Evra, Hugo Ibarra, mas principalmente seu par magia ofensiva, o ponta-direita Ludovic Giuly e o centroavante espanhol Fernando Morientes, que chegou por empréstimo do Real Madrid. Na 2ª rodada, o Monaco eliminou o Lokomotiv Moscow e enfrentou o Real Madrid nas quartas de final. O clube espanhol é espancado depois de dois jogos espetaculares de Ludovic Giuly e Fernando Morientes em particular. Na semifinal, o Monaco eliminou mais uma vez uma grande equipe, o Chelsea. No entanto, os jogadores monegascos não alcançam um êxito contra o Porto na final, perdendo por 3–0. Fernando Morientes ainda terminou como artilheiro da Liga dos Campeões e Dado Prso igual o recorde de gols da Liga dos Campeões da UEFA em um jogo. Tendo monopolizou o 1.º lugar e contou doze pontos à frente de seu adversário, noite após uma vitória por 3–0 frente ao Lyon. Apesar de terem conquistado 75 pontos, o Monaco terminou em terceiro lugar no campeonato.

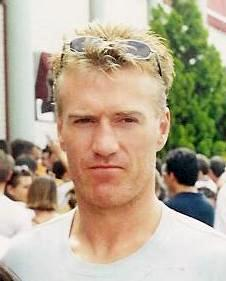
Didier Deschamps, treinador do Monaco entre 2001 e 2005

O percurso europeu do ano passado não permite ao clube saltar para a ribalta, pelo contrário, o clube monegasco afunda-se no anonimato. Aproveitando-se de seu sucesso, as principais armas ofensivas do Monaco decidiram abandonar o clube: Giuly foi para o Barcelona, Fernando Morientes retornou ao Real Madrid, e Jérôme Rothen foi contratado pelo PSG. Em seguida, vêm para substituir Javier Saviola, Ernesto Chevantón Maicon e Mohamed Kallon. Baseado em uma defesa sólida (apenas cinco derrotas), Mônaco ainda consegue o terceiro lugar no campeonato longe de Lyon e vencedor falhar semifinais duas copas domésticas. Depois de uma primeira rodada sólida e convincente (1.º lugar antes de os vencedores Liverpool), o Monaco não conseguiu avançar para as oitavas de final e deixou de enfrentar o PSV Eindhoven.

### Crises (2005–11)
O temporada 2005–06 foi ainda mais decepcionante. O Monaco, que não o fez definitivamente não é o meio ou a vontade de reconstruir um grande ajuste para a equipe final europeia recrutar a economia ainda muitos jogadores promissores. Mas não tome osmose e Didier Deschamps foi forçado a demitir-se depois de uma quarta derrota em sete jogos do campeonato e um 15.º lugar lamentável três comprimentos da zona de rebaixamento e fase de qualificação prematura eliminação da Liga dos Campeões da UEFA contra o Sevilla. Jean Petit, em seguida, garante o interino por quatro reuniões. Sob o comando de Francesco Guidolin, a equipe consegue cadeia bem que impulsionam a trégua apenas dois comprimentos para o segundo lugar. A janela de inverno vê Patrice Evra e Emmanuel Adebayor deixar o clube para se juntar Manchester United e Arsenal, respectivamente. Apesar da contratação de recrutas italianos, como Marco Di Vaio e Christian Vieri, Mônaco terminou em 10.º lugar escuro e sem brilho na 16.ª rodada da Copa da UEFA contra o FC Basel. Confiança no treinador italiano não vai ser renovado.

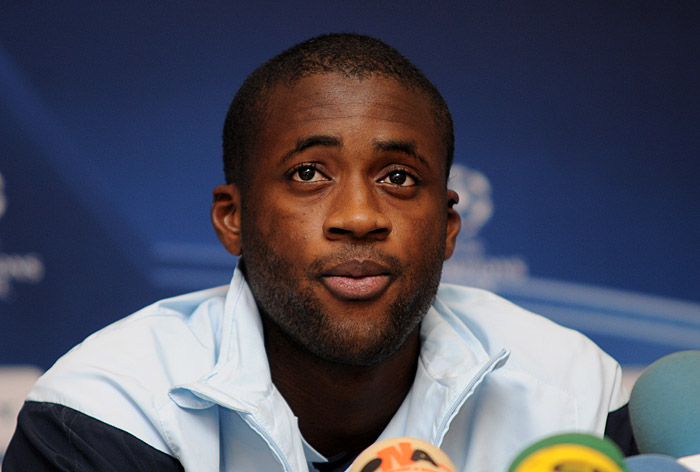
Yaya Touré jogou na equipe do Principado antes de ir para o Barcelona

Para se recuperar na temporada de 2006–07, sem Taça dos Campeões Europeus, ASM diz que desta vez as ordens de László Bölöni, que teve um bom desempenho contra o Stade Rennais, e embarca em um novo all-messes força de trabalho: partidas Sébastien Squillaci no Olympique Lyonnais, Andreas Zikos no AEK Atenas, Olivier Kapo Levante chegadas e Yaya Touré, Jérémy Ménez, Jan Koller, Jerko Leko, Gonzalo Vargas e Fabian Guedes. Mas o discurso não passou eo acordo ainda está faltando. Mônaco é agora 19.º no campeonato com sete derrotas em dez jogos disputados. O veredicto em 24 de outubro de 2006, o treinador está suspenso do cargo e substituído por seu vice, Laurent Banide depois de perder na oitava rodada da Taça da Liga nos pênaltis. Este último, depois de um começo difícil, conseguiu amarrar bons resultados e mantém o clube na zona de rebaixamento. Mónaco terminou em nono lugar, ficando entre as melhores equipes honorificamente corresponde volta.
Para a temporada 2007–08, Laurent Banide não for reconduzido, e é substituído pelo brasileiro Ricardo Gomes, que veio do Bordeaux. A entressafra de 2007 será pelo menos evitado uma nova reviravolta no mercado de trabalho, a escolha é construir uma equipe em fazer o máximo de forças e contando com jovens talentos do centro de treinamento. O clube será colocado em nono lugar antes da pausa de inverno e terminar a temporada em 12.º lugar, é garantir a sua sobrevivência na elite apenas dois jogos restantes. Esta temporada ficou marcada por uma pesada derrota por 6–0 para o Bordeaux, ao lado mais pesado da história do clube de Louis II.
Na temporada seguinte, o Monaco decepcionou novamente. As dificuldades financeiras obrigaram o clube a vender o atacante Jérémy Ménez, melhor jogador da equipe, e emprestar o meio-campista Nenê ao Espanyol, depois de um conflito com o treinador. Ainda assim, o Monaco assegurou a sua manutenção durante o dia 33 e terminam no dia 11. Além disso, os resultados das duas seções são mistos.
A entressafra de 2009 viu a nomeação de Guy Lacombe posição de treinador no lugar de Ricardo. Ele herda uma equipa jovem, com muitos jogadores com bom potencial como Nicolas N'Koulou, Park Chu-young, Vincent Muratori ou Yohan Mollo. Lacombe assume o clube principesco na final da Copa da França (derrota contra o PSG) e um 8.º lugar, a mais alta classificação do clube por quatro anos. Infelizmente, o técnico não reeditou seu desempenho na segunda temporada do clube sob seu comando e foi demitido em janeiro de 2011, deixando de Mônaco em um alarmante 17. Laurent Banide então fez o seu regresso e Mônaco recrutando vários jogadores como Mahamadou Diarra, Pascal Feindouno e Dieumerci Mbokani, que não confirmar as esperanças dos recrutadores. No dia 29 de maio de 2011, o Monaco foi rebaixado para a Ligue 2, após uma derrota por 2– 0 em casa para o Lyon, na noite de seu jogo 2000 na elite, também terminando 34 anos consecutivos de presença na Ligue 1. Para muitas pessoas, o rebaixamento do Monaco foi devido a má gestão por parte dos líderes.
A temporada 2011–12 começa em 23 de julho pela remoção da Taça da Liga na primeira rodada contra o Sedan (4–1). Durante os dois primeiros dias do campeonato, o clube recebe apenas empates contra EUA casa Boulogne e estágio ESTAC de Dawn. Enquanto ele estava sem clube e treinou em La Turbie por algumas semanas, o ex-jogador do clube, passou por Barcelona e PSG, Ludovic Giuly assinou um contrato de dois anos com o clube. Poucos dias depois, foi a ex-Nantes, Marama Vahirua que está emprestado pelo time Nancy, enquanto Benjamin Moukandjo chegou há seis meses no sentido oposto. Dieumerci Mbokani também deixou o clube Anderlecht. Depois de seis dias e outra derrota em casa para Angers, o clube ainda não tem vitória da temporada. Laurent Banide é então removido do cargo em favor de Marco Simone. No dia 2 de dezembro de 2011, depois de uma derrota por 2–0 para o Metz, o Monaco ainda era o lanterna da Ligue 2.

### A compra do clube (2011)

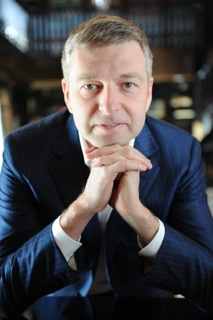
Dmitry Rybolovlev, atual presidente do clube

Após vários anos de declínio e um déficit de dinheiro que não era de se tratar os acionistas, o Principado decide aceitar a abertura do clube para um acionista estrangeiro, depois de várias recusas. Assim, em 23 dezembro de 2011, a chegada de Dmitry Rybolovlev é formalizada após semanas de negociações. O bilionário russo tornou-se o novo acionista maioritário do Monaco, recuperando 66,67% das ações do clube. Pela primeira vez em sua história, o clube não está mais sob o controle do Principado. Nas semanas que se seguiram, o russo Evgeny Smolentsev foi nomeado como o novo diretor-executivo do clube, e o belga Filips Dhondt como CEO. Durante a janela de transferências de inverno, nove jogadores foram contratados, e chegaram ao Principado, marcando o início na reformulação do time. Depois de um pouco mais de dois meses, Evgeny Smolentsev renunciou ao cargo de diretor-executivo. Norwegian Karlsen Tor-Kristian também é denominado como diretor de futebol. Entre fevereiro e o final de abril de 2012, a equipe consegue uma série de dez jogos sem derrota, com oito vitórias e garante a sua continuidade sem sobressaltos, mantendo a esperança de conseguir o acesso à Ligue 1. Porém o clube terminou o campeonato em 8.º lugar. Após o dia 38, o clube anunciou a demissão de Marco Simone substituído dez dias depois por Claudio Ranieri, que está comprometido por mais duas temporadas.
Durante a janela de transferências de verão de 2012, o Monaco implementou as suas ambições para retornar tão logo a Ligue 1. Para fazer isso, o clube do Principado tratou de fortalecer todos os setores da força de trabalho. Foi então que o clube contratou o defensor Andrea Raggi, com passe livre do Bologna, e o volante Delvin Ndinga por cerca de seis milhões de euros, incluindo bônus. O Monaco também assinou com mais dois jogadores que participaram da Euro 2012 como Jakob Poulsen, um dinamarquês contratado por dois milhões e Emir Bajrami, um sueco vindo por empréstimo do Twente. Artilheiro da Ligue 2 em 2010–11, Sebastian Ribas também fortalece a formação monegasca, enquanto Flavio Roma, três temporadas depois de sua ultima passagem, e Giorgos Tzavellas que sairam por emprestimo do clube, estão de volta na equipe. Depois de um excelente nível de preparação do clube começa a temporada com um estrondo com uma retumbante vitória por 4–0 contra o Tours. Em 10 de agosto, depois de vários dias de negociações, o clube anunciou a contratação do prodígio argentino Lucas Ocampos. Isso acontece no Principado para a soma de onze milhões de euros, é o mais caro na história da Ligue 2, batendo o recorde estabelecido há seis meses com a contratação de Nabil Dirar.

### Retorno à Ligue 1 e elenco milionário (2013–14)
Depois de tentar durante anos uma promoção à Ligue 1, o clube conseguiu o tão desejado acesso na temporada 2012–13, após uma vitória contra o Nîmes Olympique por 1–0 em 11 de maio de 2013, no Stade des Costières.
Na primeira divisão do futebol francês, o Monaco foi se reforçando o máximo com grandes estrelas do futebol mundial. Os primeiros contratados foram a dupla João Moutinho e James Rodríguez, ambos do Porto de Portugal, ao custo de 70 milhões de euros. Logo depois vieram o zagueiro Ricardo Carvalho e o atacante Radamel Falcao. A contratação do colombiano Radamel Falcao García, no valor de 58 milhões de euros, bateu recorde e se tornou a maior transferência da historia do futebol francês, desbancando a de Lucas Moura para o PSG. O clube comprou ao mesmo tempo, outro atacante, a jovem esperança do Lyon, Anthony Martial (então com 17 anos) por 5 milhões de euros, o que é extremamente raro para um jogador dessa idade, e o zagueiro do Valenciennes Nicolas Isimat-Mirin, por 4 milhões de euros. Outros jogadores, como o atacante Gaetano Monacchello, o volante Jérémy Toulalan, além de Éric Abidal, lateral-esquerdo ex-Monaco, também foram contratados, num total de 126 milhões de euros.

## Estrutura

### Estádio

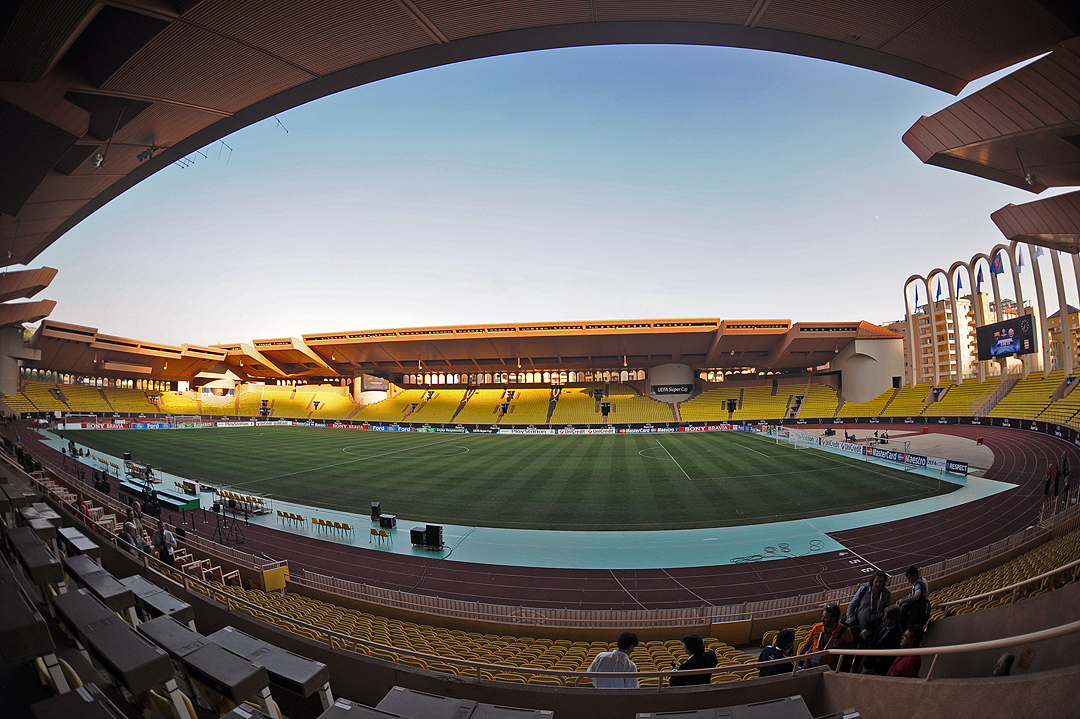
Visão panorâmica do Stade Louis II

O Stade Louis II é o estádio multiuso do AS Monaco, localizado em Fontvieille, distrito de Mónaco. Ele serve principalmente como um estádio de futebol, sendo a casa da selecção nacional de futebol de Mónaco. Ele também é usado para pista de atletismo, onde outrora acolheu a final do Mundial de Atletismo da IAAF.
O original Stade Louis II foi inaugurado em 1939 como a casa do clube. O novo estádio foi construído no início de 1980, perto do local do antigo estádio em terra recuperada do mar, abrindo totalmente em 1985. Ele atualmente tem uma capacidade de aproximadamente 18.500 torcedores, o que é grande em relação à população de Mônaco (cerca de 30 500), que tem capacidade para quase dois terços da população do país, uma façanha que nenhum outro estádio pode se orgulhar. A grande maioria das instalações do estádio estão localizados no subsolo, com um grande parque de estacionamento diretamente sob o pitch (algo que causou um certo grau de críticas por parte de gestores adversários do Mônaco no passado sobre o estado do gramado).
O estádio tem o nome de Louis II, príncipe de Mônaco, que foi o Príncipe Soberano de Mônaco, quando o estádio original foi construído.

## Uniformes

### 1º Uniforme
| 2020–2021 | 2019–2020 | 2018–2019 | 2017–2018 | 2016–2017 | 2015–2016 | 2014–2015 | 2013–2014 | 2012–2013 | 2011–2012 |

| 2010–2011 | 2009–2010 |

### 2º Uniforme
| 2020–2021 | 2019–2020 | 2018–2019 | 2017–2018 | 2016–2017 | 2015–2016 | 2014–2015 | 2013–2014 | 2012–2013 | 2011–2012 |

| 2010–2011 | 2009–2010 |

### 3º Uniforme
| 2020–2021 | 2019–2020 | 2018–2019 | 2017–2018 | 2016–2017 | 2015–2016 | 2014–2015 | 2011–2012 | 2010–2011 | 2009–2010 |

### Outros Uniformes
| Kombat 2000 2019–2020 | Alternativo 2019–2020 | Alternativo 2018–2019 |

## Estatísticas
As tabelas abaixo mostram as performances do clube nas últimas temporadas no Campeonato Francês e na Copa da França
     Campeão.
     Vice-campeão.
     Promovido.
     Rebaixado.
| Temporada | Divisão | Posição |
| --------- | ------- | ------- |
| 1990–91   | D1      | 2º      |
| 1991–92   | D1      | 2º      |
| 1992–93   | D1      | 3º      |
| 1993–94   | D1      | 9º      |
| 1994–95   | D1      | 6º      |
| 1995–96   | D1      | 3º      |
| 1996–97   | D1      | 1º      |
| 1997–98   | D1      | 3º      |
| 1998–99   | D1      | 4º      |
| 1999–00   | D1      | 1º      |
| 2000–01   | D1      | 11º     |
| 2001–02   | D1      | 15º     |
| 2002–03   | L1      | 2º      |
| 2003–04   | L1      | 3º      |

| Temporada | Divisão | Posição |
| --------- | ------- | ------- |
| 2004–05   | L1      | 3º      |
| 2005–06   | L1      | 10º     |
| 2006–07   | L1      | 9º      |
| 2007–08   | L1      | 12º     |
| 2008–09   | L1      | 11º     |
| 2009–10   | L1      | 8º      |
| 2010–11   | L1      | 18      |
| 2011–12   | L2      | 8       |
| 2012–13   | L2      | 1º      |
| 2013-14   | L1      | 2º      |
| 2014–15   | L1      | 3º      |
| 2015–16   | L1      | 3º      |
| 2016–17   | L1      | 1º      |
| 2017–18   | L1      | 2º      |

| Temporada | Divisão | Posição |
| --------- | ------- | ------- |
| 2018–19   | L1      | 17º     |
| 2019–20   | L1      | 8º      |
| 2020–21   | L1      | 3º      |
| 2021–22   | L1      | 3º      |
| 2022–23   | L1      | 6º      |
| 2023–24   | L1      | 2º      |
| 2024–25   | L1      | 3º      |
| 2025–26   | L1      |         |
| 2026–27   |         |         |
| 2027–28   |         |         |
| 2028–29   |         |         |
| 2029–30   |         |         |

| Temporada | Fase alcançada |
| --------- | -------------- |
| 1990-91   | Final          |
| 1991-92   | Final          |
| 1992-93   | Oitavas        |
| 1993-94   | Oitavas        |
| 1994-95   | 16 avos        |
| 1995-96   | Oitavas        |
| 1996-97   | 32 avos        |
| 1997-98   | Quartas        |
| 1998-99   | 32 avos        |
| 1999-00   | Semis          |
| 2000-01   | 32 avos        |
| 2001-02   | Quartas        |
| 2002-03   | 32 avos        |
| 2003-04   | Quartas        |

| Temporada | Fase alcançada |
| --------- | -------------- |
| 2004-05   | Semis          |
| 2005-06   | 16 avos        |
| 2006-07   | Oitavas        |
| 2007-08   | 16 avos        |
| 2008-09   | Quartas        |
| 2009-10   | Final          |
| 2010-11   | 32 avos        |
| 2011-12   | 32 avos        |
| 2012-13   | 8ª rodada      |
| 2013-14   | Semis          |
| 2014-15   | Quartas        |
| 2015-16   | Oitavas        |
| 2016-17   | Semis          |
| 2017-18   | 16 avos        |

| Temporada | Fase alcançada |  |
| --------- | -------------- |  |
| 2018-19   | 32 avos        |  |
| 2019-20   | 16 avos        |  |
| 2020-21   | Final          |  |
| 2021-22   | Semis          |  |
| 2022-23   | 64 avos        |  |
| 2023-24   | 16 avos        |  |
| 2024–25   | 32 avos        |  |
| 2025–26   |                |  |
| 2026–27   |                |  |
| 2027–28   |                |  |
| 2028–29   |                |  |
| 2029–30   |                |  |

## Títulos
| NACIONAIS | NACIONAIS                       | NACIONAIS | NACIONAIS                                                               |
|           | Competição                      | Títulos   | Temporadas                                                              |
| --------- | ------------------------------- | --------- | ----------------------------------------------------------------------- |
|           | Campeonato Francês              | 8         | 1960–61, 1962–63, 1977–78, 1981–82, 1987–88, 1996–97, 1999–00 e 2016–17 |
|           | Copa da França                  | 5         | 1959–60, 1962–63, 1979–80, 1984–85 e 1990–91                            |
|           | Copa da Liga Francesa           | 1         | 2002–03                                                                 |
|           | Supercopa da França             | 4         | 1961, 1985, 1997 e 2000                                                 |
|           | Campeonato Francês - 2ª divisão | 2         | 1970–71 e 2012–13                                                       |

### Outras conquistas no futebol
| CONTINENTAIS AMISTOSOS | CONTINENTAIS AMISTOSOS | CONTINENTAIS AMISTOSOS | CONTINENTAIS AMISTOSOS |
|                        | Competição             | Títulos                | Temporadas             |
| ---------------------- | ---------------------- | ---------------------- | ---------------------- |
|                        | Copa dos Alpes         | 3                      | 1979, 1983 e 1984      |

## Campanhas de destaque

### Europa
- Liga dos Campeões da UEFA
  - Vice-campeonato (1): 2003-04
- Recopa Europeia
  - Vice-campeonato (1): 1992

## Recordes de partidas
| #  | País   | Nome             | Período   | Partidas |
| -- | ------ | ---------------- | --------- | -------- |
| 1  | França | Jean-Luc Ettori  | 1975–1994 | 755      |
| 2  | França | Claude Puel      | 1979–1996 | 602      |
| 3  | França | Jean Petit       | 1969–1982 | 428      |
| 4  | França | Manuel Amoros    | 1980–1989 | 349      |
| 5  | França | Christian Dalger | 1971-1980 | 334      |
| 6  | França | Marcel Dib       | 1985–1993 | 326      |
| 7  | França | François Ludo    | 1953–1962 | 319      |
| 8  | França | Luc Sonor        | 1986–1995 | 315      |
| 9  | França | Michel Hidalgo   | 1957–1966 | 304      |
| 10 | Mónaco | Armand Forcherio | 1978–1985 | 303      |

## Maiores artilheiros
| #  | País      | Nome              | Período             | Gols |
| -- | --------- | ----------------- | ------------------- | ---- |
| 1  | Argentina | Delio Onnis       | 1973–1980           | 223  |
| 2  | França    | Wissam Ben Yedder | 2019–2024           | 118  |
| 3  | França    | Lucien Cossou     | 1959–1965           | 115  |
| 4  | França    | Christian Dalger  | 1971–1980           | 89   |
| 5  | Colômbia  | Radamel Falcao    | 2013–2014 2016–2019 | 83   |
| 6  | Nigéria   | Victor Ikpeba     | 1993–1999           | 77   |
| 7  | França    | Jean Petit        | 1969–1982           | 76   |
| 8  | França    | Yvon Douis        | 1961–1967           | 74   |
| 9  | França    | Youri Djorkaeff   | 1990–1995           | 68   |
| 10 | Brasil    | Sonny Anderson    | 1994–1997           | 67   |
| 11 |           | Shabani Nonda     | 2000–2005           | 67   |

## Futebolistas notáveis
| Goleiros - Jean-Luc Ettori - Jean-Claude Hernandez - Fabien Barthez - Stéphane Ruffier - Flavio Roma - Danijel Subašić |  | Defensores - Manuel Amoros - Luc Sonor - Georges Thomas - Franck Dumas - Alfred Vitalis - Marcel Nowak - Georges Casolari - Marcel Artelesa - Lilian Thuram - Muhamed Konjić - Patrice Evra - Sébastien Squillaci - Rolland Courbis - Gaël Givet - Thierry Ninot - Willy Sagnol - Patrick Battiston - Philippe Christanval - Armand Forcherio - Abdallah Liegeon - Philippe Léonard - Roger Mendy - Christian Panucci - Maicon - Fabinho - Bolívar - Rafael Márquez | Volantes - Claude Puel - François Ludo - Emmanuel Petit - Martin Djetou - Marcel Dib - Sylvain Legwinski - Didier Christophe - Sabri Lamouchi - Alain Moizan - Lucas Bernardi - Yaya Touré - John Collins - Andreas Zikos - Costinha | Meias - Jean Petit - Michel Hidalgo - Théodore Szkudlapski - Youri Djorkaeff - Dominique Bijotat - Bernard Genghini - Henri Biancheri - Ludovic Giuly - Jérôme Rothen - Roger Ricort - Marcelo Gallardo - Raoul Nogues - Raoul Conti - Pastoriza - Glenn Hoddle - Enzo Scifo - Ali Benarbia - Umberto Barberis - Gil Rui Barros - James Rodríguez - João Moutinho |  | Atacantes - Wissam Ben Yedder - Yvon Douis - Alain Couriol - Thierry Henry - André Hess - Thomas Lemar - Kylian Mbappé - Serge Roy - David Trézéguet - Bruno Bellone - Lucien Cossou - Delio Onnis - Ramón Díaz - Ruiter - Sonny Anderson - Nenê - Mark Hateley - Fernando Morientes - Jürgen Klinsmann - Oliver Bierhoff - Marco Simone - Bert Carlier - Dado Pršo - Youssouf Fofana - Victor Ikpeba - Djibril Karimou - George Weah - Shabani Nonda - Javier Chevanton - Christian Vieri - Jan Koller - Javier Saviola - Ernst Stojaspal - Radamel Falcao - Dimitar Berbatov |